# 大笠蚶
大笠蚶（学名：Limopsis belcheri），是魁蛤目笠蚶科笠蚶属的一种。主要分布于韩国、台湾，常栖息在深海。